# Palenica Żarska
Palenica (słow. Pálenica) – zakończenie południowo-zachodniego grzbietu Szerokiej w słowackich Tatrach Zachodnich. Zaczyna się od wierzchołka Keczki (1507 m) i opada początkowo w południowym kierunku, niżej łukowato zakręcając w południowo-wschodnim kierunku do Kotliny Liptowskiej. Palenica oddziela dolną część doliny Łuczywnik (po wschodniej stronie grzbietu Palenicy) od nienazwanej niewielkiej dolinki po zachodniej stronie Palenicy. Nazewnictwo grzbietu Palenicy jest niejednoznaczne. Na polskiej mapie wierzchołek Keczka ma nazwę Pod Keczką (Pod Kečkou 1507 m), na słowackiej mapie natomiast brak wierzchołka Keczki, a niżej na grzbiecie Palenicy wyróżniono wierzchołek Nižná Roveň 1399 m.
Palenica jest całkowicie zalesiona i nie prowadzą nią żadne szlaki turystyczne. Jedynie podnóża grzbietu przecina Droga nad Łąkami (zachodni odcinek Magistrali Tatrzańskiej, a dokładnie jego fragment od Doliny Jałowieckiej do Doliny Żarskiej). Po zachodniej stronie Palenicy szlak ten wyprowadza na dużą i podmokłą łąkę Sihoť. Znajduje się na niej źródło wody mineralnej. Od szlaku prowadzi do niego krótka ścieżka (3 min, ↑ 5 min).

## Szlaki turystyczne
Droga nad Łąkami (fragment): rozdroże pod Tokarnią – Przesieka – Dolina Żarska: 1:40 h, ↓ 1:30 h